# Ramiro Vaca
Ramiro Vaca Ponce (Tarija, 1º luglio 1999) è un calciatore boliviano, centrocampista del Bolívar e della nazionale boliviana.

## Caratteristiche tecniche
È un'ala sinistra.

## Carriera

### Nazionale
Ha giocato nella nazionale boliviana Under-20.
Il 2 giugno 2017 ha esordito con la nazionale maggiore boliviana disputando l'amichevole vinta 1-0 contro il Nicaragua.

## Statistiche

### Cronologia parziale presenze e reti in nazionale

#### Nazionale maggiore
| Cronologia completa delle presenze e delle reti in nazionale ― Bolivia | Cronologia completa delle presenze e delle reti in nazionale ― Bolivia | Cronologia completa delle presenze e delle reti in nazionale ― Bolivia | Cronologia completa delle presenze e delle reti in nazionale ― Bolivia | Cronologia completa delle presenze e delle reti in nazionale ― Bolivia | Cronologia completa delle presenze e delle reti in nazionale ― Bolivia | Cronologia completa delle presenze e delle reti in nazionale ― Bolivia | Cronologia completa delle presenze e delle reti in nazionale ― Bolivia |
| Data                                                                   | Città                                                                  | In casa                                                                | Risultato                                                              | Ospiti                                                                 | Competizione                                                           | Reti                                                                   | Note                                                                   |
| ---------------------------------------------------------------------- | ---------------------------------------------------------------------- | ---------------------------------------------------------------------- | ---------------------------------------------------------------------- | ---------------------------------------------------------------------- | ---------------------------------------------------------------------- | ---------------------------------------------------------------------- | ---------------------------------------------------------------------- |
| 2-6-2017                                                               | Managua                                                                | Nicaragua                                                              | 0 – 1                                                                  | Bolivia                                                                | Amichevole                                                             | -                                                                      | 88’                                                                    |
| 3-3-2019                                                               | Cochabamba                                                             | Bolivia                                                                | 2 – 2                                                                  | Nicaragua                                                              | Amichevole                                                             | 1                                                                      | 78’                                                                    |
| 22-3-2019                                                              | Ulsan                                                                  | Corea del Sud                                                          | 1 – 0                                                                  | Bolivia                                                                | Amichevole                                                             | -                                                                      | 58’                                                                    |
| 14-6-2019                                                              | San Paolo                                                              | Brasile                                                                | 3 – 0                                                                  | Bolivia                                                                | Coppa America 2019 - 1º turno                                          | -                                                                      | 75’                                                                    |
| 22-6-2019                                                              | Belo Horizonte                                                         | Bolivia                                                                | 1 – 3                                                                  | Venezuela                                                              | Coppa America 2019 - 1º turno                                          | -                                                                      |                                                                        |
| 26-3-2021                                                              | Rancagua                                                               | Cile                                                                   | 2 – 1                                                                  | Bolivia                                                                | Amichevole                                                             | -                                                                      | 57’                                                                    |
| 29-3-2021                                                              | Guayaquil                                                              | Ecuador                                                                | 2 – 1                                                                  | Bolivia                                                                | Amichevole                                                             | -                                                                      | 75’                                                                    |
| 4-6-2021                                                               | La Paz                                                                 | Bolivia                                                                | 3 – 1                                                                  | Venezuela                                                              | Qual. Mondiali 2022                                                    | -                                                                      | 90+4’                                                                  |
| 18-6-2021                                                              | Cuiabá                                                                 | Cile                                                                   | 1 – 0                                                                  | Bolivia                                                                | Coppa America 2021 - 1º turno                                          | -                                                                      | 53’ 90’                                                                |
| 24-6-2021                                                              | Cuiabá                                                                 | Bolivia                                                                | 0 – 2                                                                  | Uruguay                                                                | Coppa America 2021 - 1º turno                                          | -                                                                      |                                                                        |
| 28-6-2021                                                              | Cuiabá                                                                 | Argentina                                                              | 4 – 1                                                                  | Bolivia                                                                | Coppa America 2021 - 1º turno                                          | -                                                                      |                                                                        |
| 2-9-2021                                                               | La Paz                                                                 | Bolivia                                                                | 1 – 1                                                                  | Colombia                                                               | Qual. Mondiali 2022                                                    | -                                                                      | 58’                                                                    |
| 6-9-2021                                                               | Montevideo                                                             | Uruguay                                                                | 4 – 2                                                                  | Bolivia                                                                | Qual. Mondiali 2022                                                    | -                                                                      | 59’                                                                    |
| 10-9-2021                                                              | Buenos Aires                                                           | Argentina                                                              | 3 – 0                                                                  | Bolivia                                                                | Qual. Mondiali 2022                                                    | -                                                                      | 46’ 79’                                                                |
| 8-10-2021                                                              | Guayaquil                                                              | Ecuador                                                                | 3 – 0                                                                  | Bolivia                                                                | Qual. Mondiali 2022                                                    | -                                                                      | 88’                                                                    |
| 10-10-2021                                                             | La Paz                                                                 | Bolivia                                                                | 1 – 0                                                                  | Perù                                                                   | Qual. Mondiali 2022                                                    | 1                                                                      | 82’                                                                    |
| 14-10-2021                                                             | La Paz                                                                 | Bolivia                                                                | 4 – 0                                                                  | Paraguay                                                               | Qual. Mondiali 2022                                                    | -                                                                      | 46’                                                                    |
| 12-11-2021                                                             | Lima                                                                   | Perù                                                                   | 3 – 0                                                                  | Bolivia                                                                | Qual. Mondiali 2022                                                    | -                                                                      | 62’                                                                    |
| 28-1-2022                                                              | Barinas                                                                | Venezuela                                                              | 4 – 1                                                                  | Bolivia                                                                | Qual. Mondiali 2022                                                    | -                                                                      | 71’                                                                    |
| 1-2-2022                                                               | La Paz                                                                 | Bolivia                                                                | 2 – 3                                                                  | Cile                                                                   | Qual. Mondiali 2022                                                    | -                                                                      | 61’                                                                    |
| 24-3-2022                                                              | Barranquilla                                                           | Colombia                                                               | 3 – 0                                                                  | Bolivia                                                                | Qual. Mondiali 2022                                                    | -                                                                      | 46’                                                                    |
| 29-3-2022                                                              | La Paz                                                                 | Bolivia                                                                | 0 – 4                                                                  | Brasile                                                                | Qual. Mondiali 2022                                                    | -                                                                      | 46’ 90+3’                                                              |
| 24-9-2022                                                              | Orléans                                                                | Bolivia                                                                | 0 – 2                                                                  | Senegal                                                                | Amichevole                                                             | -                                                                      | 63’                                                                    |
| 20-11-2022                                                             | Arequipa                                                               | Perù                                                                   | 1 – 0                                                                  | Bolivia                                                                | Amichevole                                                             | -                                                                      |                                                                        |
| 24-3-2023                                                              | Gedda                                                                  | Uzbekistan                                                             | 1 – 0                                                                  | Bolivia                                                                | Amichevole                                                             | -                                                                      | 69’                                                                    |
| 17-6-2023                                                              | Harrison                                                               | Ecuador                                                                | 1 – 0                                                                  | Bolivia                                                                | Amichevole                                                             | -                                                                      | 46’                                                                    |
| 12-10-2023                                                             | La Paz                                                                 | Bolivia                                                                | 1 – 2                                                                  | Ecuador                                                                | Qual. Mondiali 2026                                                    | -                                                                      | 70’                                                                    |
| 16-11-2023                                                             | La Paz                                                                 | Bolivia                                                                | 2 – 0                                                                  | Perù                                                                   | Qual. Mondiali 2026                                                    | 1                                                                      | 90+3’                                                                  |
| 21-11-2023                                                             | Montevideo                                                             | Uruguay                                                                | 3 – 0                                                                  | Bolivia                                                                | Qual. Mondiali 2026                                                    | -                                                                      | 64’ 90+3’                                                              |
| 22-3-2024                                                              | Baraki                                                                 | Algeria                                                                | 3 – 2                                                                  | Bolivia                                                                | Amichevole                                                             | -                                                                      | 83’                                                                    |
| 25-3-2024                                                              | Annaba                                                                 | Bolivia                                                                | 1 – 0                                                                  | Andorra                                                                | Amichevole                                                             | 1                                                                      |                                                                        |
| 31-5-2024                                                              | Chicago                                                                | Messico                                                                | 1 – 0                                                                  | Bolivia                                                                | Amichevole                                                             | -                                                                      |                                                                        |
| 12-6-2024                                                              | Chester                                                                | Ecuador                                                                | 3 – 1                                                                  | Bolivia                                                                | Amichevole                                                             | -                                                                      | 46’                                                                    |
| 15-6-2024                                                              | East Hartford                                                          | Colombia                                                               | 3 – 0                                                                  | Bolivia                                                                | Amichevole                                                             | -                                                                      | 63’                                                                    |
| 23-6-2024                                                              | Arlington                                                              | Stati Uniti                                                            | 2 – 0                                                                  | Bolivia                                                                | Coppa America 2024 - 1º turno                                          | -                                                                      | 75’                                                                    |
| 27-6-2024                                                              | East Rutherford                                                        | Uruguay                                                                | 5 – 0                                                                  | Bolivia                                                                | Coppa America 2024 - 1º turno                                          | -                                                                      | 74’                                                                    |
| 1-7-2024                                                               | Orlando                                                                | Bolivia                                                                | 1 – 3                                                                  | Panama                                                                 | Coppa America 2024 - 1º turno                                          | -                                                                      | 81’                                                                    |
| 5-9-2024                                                               | El Alto                                                                | Bolivia                                                                | 4 – 0                                                                  | Venezuela                                                              | Qual. Mondiali 2026                                                    | 1                                                                      | 14’                                                                    |
| 10-10-2024                                                             | El Alto                                                                | Bolivia                                                                | 1 – 0                                                                  | Colombia                                                               | Qual. Mondiali 2026                                                    | -                                                                      |                                                                        |
| 15-10-2024                                                             | Buenos Aires                                                           | Argentina                                                              | 6 – 0                                                                  | Bolivia                                                                | Qual. Mondiali 2026                                                    | -                                                                      |                                                                        |
| 19-11-2024                                                             | El Alto                                                                | Bolivia                                                                | 2 – 2                                                                  | Paraguay                                                               | Qual. Mondiali 2026                                                    | -                                                                      |                                                                        |
| 20-3-2025                                                              | Lima                                                                   | Perù                                                                   | 3 – 1                                                                  | Bolivia                                                                | Qual. Mondiali 2026                                                    | -                                                                      |                                                                        |
| 25-3-2025                                                              | El Alto                                                                | Bolivia                                                                | 0 – 0                                                                  | Uruguay                                                                | Qual. Mondiali 2026                                                    | -                                                                      |                                                                        |
| Totale                                                                 |                                                                        | Presenze                                                               | 43                                                                     |                                                                        | Reti                                                                   | 5                                                                      |                                                                        |

#### Under-20
| Cronologia completa delle presenze e delle reti in nazionale ― Bolivia under 20 | Cronologia completa delle presenze e delle reti in nazionale ― Bolivia under 20 | Cronologia completa delle presenze e delle reti in nazionale ― Bolivia under 20 | Cronologia completa delle presenze e delle reti in nazionale ― Bolivia under 20 | Cronologia completa delle presenze e delle reti in nazionale ― Bolivia under 20 | Cronologia completa delle presenze e delle reti in nazionale ― Bolivia under 20 | Cronologia completa delle presenze e delle reti in nazionale ― Bolivia under 20 | Cronologia completa delle presenze e delle reti in nazionale ― Bolivia under 20 |
| Data                                                                            | Città                                                                           | In casa                                                                         | Risultato                                                                       | Ospiti                                                                          | Competizione                                                                    | Reti                                                                            | Note                                                                            |
| ------------------------------------------------------------------------------- | ------------------------------------------------------------------------------- | ------------------------------------------------------------------------------- | ------------------------------------------------------------------------------- | ------------------------------------------------------------------------------- | ------------------------------------------------------------------------------- | ------------------------------------------------------------------------------- | ------------------------------------------------------------------------------- |
| 21-1-2017                                                                       | Ibarra                                                                          | Perù under 20                                                                   | 0 – 2                                                                           | Bolivia under 20                                                                | Sudamericano Sub-20 2017 - 1º turno                                             | -                                                                               | 68’                                                                             |
| 24-1-2017                                                                       | Ibarra                                                                          | Argentina under 20                                                              | 5 – 1                                                                           | Bolivia under 20                                                                | Sudamericano Sub-20 2017 - 1º turno                                             | 1                                                                               | 46’ 71’                                                                         |
| 25-1-2017                                                                       | Ibarra                                                                          | Venezuela under 20                                                              | 0 – 0                                                                           | Bolivia under 20                                                                | Sudamericano Sub-20 2017 - 1º turno                                             | -                                                                               |                                                                                 |
| 27-1-2017                                                                       | Ibarra                                                                          | Uruguay under 20                                                                | 3 – 0                                                                           | Bolivia under 20                                                                | Sudamericano Sub-20 2017 - 1º turno                                             | -                                                                               | 38’ 79’                                                                         |
| 17-1-2019                                                                       | Rancagua                                                                        | Cile under 20                                                                   | 1 – 1                                                                           | Bolivia under 20                                                                | Sudamericano Sub-20 2019 - 1º turno                                             | 1                                                                               | 6’                                                                              |
| 21-1-2019                                                                       | Rancagua                                                                        | Colombia under 20                                                               | 1 – 0                                                                           | Bolivia under 20                                                                | Sudamericano Sub-20 2019 - 1º turno                                             | -                                                                               | 71’                                                                             |
| 23-1-2019                                                                       | Rancagua                                                                        | Bolivia under 20                                                                | 0 – 1                                                                           | Venezuela under 20                                                              | Sudamericano Sub-20 2019 - 1º turno                                             | -                                                                               | 31’                                                                             |
| 25-1-2019                                                                       | Rancagua                                                                        | Brasile under 20                                                                | 1 – 0                                                                           | Bolivia under 20                                                                | Sudamericano Sub-20 2019 - 1º turno                                             | -                                                                               |                                                                                 |
| Totale                                                                          |                                                                                 | Presenze                                                                        | 8                                                                               |                                                                                 | Reti                                                                            | 2                                                                               |                                                                                 |

## Palmarès

### Club

#### Competizioni nazionali
- Campionato boliviano: 1

Bolivar: 2024